# Gabriel Bontempo
Gabriel Morais Silva Bontempo (Uberaba, 16 de janeiro de 2005) é um futebolista brasileiro que atua como ponta-esquerda e meia-atacante. Atualmente joga no Santos.

## Carreira

### Santos
Nascido em Uberaba, Gabriel começou a fazer futebol em escolinhas de sua cidade, indo, em 2015, para o Santos.
| “ | Em 2015 teve um peneira na minha cidade, onde eu consegui passar e ter a oportunidade de vir pro Santos. Fiquei muito feliz quando vim pro Santos. É um time que sempre acompanhei, ainda mais porque era recente a época do Neymar! | ” |

Na base do Peixe, Gabriel foi campeão de um torneio internacional disputado na Coreia do Sul quando estava no sub-12 e da Copa Ouro no sub-13.
Tendo várias sondagens da Europa, Gabriel assinou o seu primeiro contrato profissional com o Santos em 8 de julho de 2022, recebendo uma multa rescisória estimulada em 100 milhões de euros (cerca de 550 milhões de reais na cotação atual).
No sub-17, Gabriel teve bons momentos, como marcando seis gols no Campeonato Brasileiro de Futebol Sub-17. Na temporada 2023, Gabriel fez 44 jogos no sub-20 e sub-23, com seis gols e três assistências.
Em 2024, Bontempo chegou a ser relacionado a algumas partidas do Santos na Série B 2024, mas não chegou a estrear pelo clube. Em 13 de outubro, ele renovou seu contrato com o clube da Baixada Santista até o fim de 2026.
Gabriel estreou pelo Santos em 25 de janeiro de 2025, na derrota de 2-1 sobre o Velo Clube pelo Campeonato Paulista. Gabriel começou a ter destaque no clube na partida contra o São Paulo em 1 de fevereiro, onde fez um passe para Guilherme marcar, sendo o gol número 13.000 na história santista, e marcou um gol aos 25 minutos de segundo tempo assistido por Yeferson Soteldo. Em 4 de fevereiro, com boas atuações no time, ele renovou seu contrato novamente, válido até o fim de 2027.

## Estatísticas
Atualizadas até 16 de fevereiro de 2025.
Clubes
| Clube  | Temporada | Campeonato nacional | Campeonato nacional | Campeonato nacional | Copa nacional | Copa nacional | Copa nacional | Competições continentais | Competições continentais | Competições continentais | Outros torneios[a] | Outros torneios[a] | Outros torneios[a] | Total | Total | Total   |  |
| ------ | --------- | ------------------- | ------------------- | ------------------- | ------------- | ------------- | ------------- | ------------------------ | ------------------------ | ------------------------ | ------------------ | ------------------ | ------------------ | ----- | ----- | ------- |  |
| Clube  | Temporada | Jogos               | Gols                | Assist.             | Jogos         | Gols          | Assist.       | Jogos                    | Gols                     | Assist.                  | Jogos              | Gols               | Assist.            | Jogos | Gols  | Assist. |  |
| Santos | 2025      | 0                   | 0                   | 0                   | 0             | 0             | 0             | 0                        | 0                        | 0                        | 7                  | 1                  | 1                  | 7     | 1     | 1       |  |
| Santos | Total     | 0                   | 0                   | 0                   | 0             | 0             | 0             | 0                        | 0                        | 0                        | 0                  | 0                  | 0                  | 7     | 1     | 1       |  |

- a. ^ Jogos da Campeonato Paulista